# SM-liiga 2005/06
Die Saison 2005/06 war die 31. Spielzeit der SM-liiga. Finnischer Eishockey-Meister wurde zum ersten Mal HPK Hämeenlinna. In dieser Saison wurde die Anzahl der Mannschaften durch KalPa Kuopio auf 14 angehoben.

## Reguläre Saison

### Modus
Jedes Team musste viermal gegen jedes andere Team in der Liga und viermal zusätzlich gegen örtlich nahegelegene Mannschaften spielen. Jedes Spiel bestand aus 3 mal 20 Minuten. Sollte es nach der regulären Zeit unentschieden gestanden haben, wurden fünf Minuten Verlängerung gespielt. Das erste Tor in der Verlängerung entschied das Spiel für die Mannschaft, die das Tor geschossen hatte. Im Fall, dass nach der Verlängerung immer noch kein Sieger gefunden war, wurde das Spiel durch Penaltyschießen entschieden.
Ein Sieg in der regulären Spielzeit brachte einer Mannschaft drei Punkte. Ein Sieg und eine Niederlage nach Verlängerung wurde mit zwei bzw. einem Punkt vergütet. Für eine Niederlage in regulärer Spielzeit gab es keine Punkte.

### Abschlusstabelle
Quelle:
Abkürzungen: Sp = Spiele, S = Siege, SnV = Siege nach Verlängerung, NnV = Niederlagen nach Verlängerung, N = Niederlagen, T = Tore, GT = Gegentore, TD = Tordifferenz
| Pl  | Mannschaft      | Sp | S  | SnV | NnV | N  | T   | GT  | TD   | Punkte |
| --- | --------------- | -- | -- | --- | --- | -- | --- | --- | ---- | ------ |
| 1.  | Oulun Kärpät    | 56 | 36 | 4   | 6   | 10 | 180 | 105 | +75  | 122    |
| 2.  | Helsingfors IFK | 56 | 28 | 10  | 4   | 14 | 180 | 136 | +44  | 108    |
| 3.  | HPK             | 56 | 28 | 4   | 10  | 14 | 174 | 136 | +38  | 102    |
| 4.  | Tappara         | 56 | 28 | 5   | 8   | 15 | 157 | 129 | +28  | 102    |
| 5.  | Porin Ässät     | 56 | 27 | 6   | 4   | 19 | 145 | 123 | +22  | 97     |
| 6.  | Ilves           | 56 | 23 | 9   | 5   | 19 | 144 | 139 | +5   | 92     |
| 7.  | SaiPa           | 56 | 23 | 6   | 6   | 21 | 149 | 130 | +19  | 87     |
| 8.  | Espoo Blues     | 56 | 23 | 4   | 7   | 22 | 152 | 135 | +17  | 84     |
| 9.  | JYP Jyväskylä   | 56 | 20 | 8   | 7   | 21 | 134 | 125 | +9   | 83     |
| 10. | TPS             | 56 | 14 | 11  | 8   | 23 | 119 | 135 | −16  | 72     |
| 11. | Jokerit         | 56 | 19 | 4   | 4   | 29 | 149 | 190 | −41  | 69     |
| 12. | Pelicans        | 56 | 18 | 4   | 5   | 29 | 125 | 171 | −46  | 67     |
| 13. | Rauman Lukko    | 56 | 16 | 3   | 5   | 32 | 121 | 150 | −29  | 59     |
| 14. | KalPa           | 56 | 6  | 5   | 4   | 41 | 112 | 237 | −125 | 32     |

### Beste Scorer
Quelle:
Abkürzungen: Sp = Spiele, T = Tore, A = Assists, SM = Strafminuten
| Pl  | Spieler          | Mannschaft | Sp | T  | A  | Punkte | +/- | SM |
| --- | ---------------- | ---------- | -- | -- | -- | ------ | --- | -- |
| 1.  | Tony Salmelainen | HIFK       | 53 | 27 | 28 | 55     | +26 | 63 |
| 2.  | Marko Kivenmäki  | Ässät      | 56 | 19 | 34 | 53     | +10 | 68 |
| 3.  | Steve Kariya     | Blues      | 56 | 22 | 27 | 49     | −13 | 61 |
| 4.  | Joakim Eriksson  | Blues      | 56 | 16 | 33 | 49     | +3  | 34 |
| 5.  | Janne Hauhtonen  | HIFK       | 49 | 19 | 27 | 46     | +27 | 36 |
| 6.  | Ville Viitaluoma | SaiPa      | 51 | 18 | 27 | 45     | +13 | 58 |
| 7.  | Jussi Pesonen    | Ilves      | 54 | 19 | 25 | 44     | +10 | 78 |
| 8.  | Arttu Luttinen   | HIFK       | 56 | 18 | 26 | 44     | +17 | 66 |
| 9.  | Petri Kontiola   | Tappara    | 56 | 9  | 35 | 44     | +2  | 55 |
| 10. | Kristian Kuusela | Ässät      | 56 | 26 | 17 | 43     | +11 | 40 |

### Beste Torhüter
Quelle:
Abkürzungen: SP = Spiele, Min = Spielzeit (min:sek), S = Siege; N = Niederlagen, GT = Gegentore, GS = gehaltene Schüsse, SO = Shutouts, GTS = Gegentorschnitt, GS% = gehaltene Schüsse (in %)
| Pl | Spieler            | Mannschaft | Sp | Min     | S  | N  | GT  | GS   | SO | GTS  | GS%   |
| -- | ------------------ | ---------- | -- | ------- | -- | -- | --- | ---- | -- | ---- | ----- |
| 1. | Sinuhe Wallinheimo | JYP        | 45 | 2698:47 | 19 | 13 | 85  | 1341 | 6  | 1,89 | 94,04 |
| 2. | Niklas Bäckström   | Kärpät     | 51 | 3077:39 | 32 | 9  | 86  | 1336 | 10 | 1,68 | 93,95 |
| 3. | Jan Lundell        | HIFK       | 31 | 1831:20 | 18 | 8  | 59  | 873  | 3  | 1,93 | 93,67 |
| 4. | Juuso Riksman      | Ässät      | 52 | 3103:21 | 26 | 16 | 105 | 1508 | 9  | 2,03 | 93,49 |
| 5. | Karri Rämö         | HPK        | 24 | 1359:43 | 7  | 8  | 49  | 642  | 2  | 2,16 | 92,91 |

## Play-offs
Quelle:

### Modus
Die Plätze 1–6 waren automatisch für die Play-offs qualifiziert. Die Plätze 7–10 mussten sich in einer zusätzlichen Best-of-3-Runde durchsetzen, wobei Platz 7 gegen Platz 10 und Platz 8 gegen Platz 9 antrat.
Für das Halbfinale qualifizierten sich die Mannschaften, die im Viertelfinale gegen ihren Gegner von sieben Spielen die meisten gewonnen hatten. Im Halbfinale wurden nur noch fünf Spiele gegen den Gegner gespielt. Die Sieger der Halbfinals zogen ins Finale ein, während die Verlierer im kleinen Finale um den dritten Platz spielten. Im Finale wurden ebenfalls fünf Spiele gespielt. Wer die meisten Spiele gewann, war Sieger der Saison. In der Runde um Platz 3 wurde lediglich ein Spiel gespielt. Die jeweiligen Gegner wurden so zusammengestellt, dass die bestplatzierte Mannschaft gegen die schlechteste spielt, die zweitbeste, gegen die zweitschlechteste, und so weiter. Ein Spiel dauerte, so wie in der Hauptsaison, 3 mal 20 Minuten. Nach der regulären Zeit wurden Verlängerungen von jeweils 20 Minuten Länge gespielt, bis ein Sieger durch ein entscheidendes Tor gefunden wurde.

### Play-off-Qualifikation
| SaiPa – TPS                      | SaiPa – TPS | SaiPa – TPS | SaiPa – TPS |
| -------------------------------- | ----------- | ----------- | ----------- |
| 18. März                         | SaiPa       | TPS         | 3-2         |
| 19. März                         | TPS         | SaiPa       | 2-3 n. V.   |
| SaiPa qualifiziert sich mit 2:0. |             |             |             |

| Blues – JYP                      | Blues – JYP | Blues – JYP | Blues – JYP |
| -------------------------------- | ----------- | ----------- | ----------- |
| 18. März                         | Blues       | JYP         | 3-4         |
| 19. März                         | JYP         | Blues       | 1-2         |
| 21. März                         | Blues       | JYP         | 3-2         |
| Blues qualifiziert sich mit 2:1. |             |             |             |

### Turnierbaum
|  | Viertelfinale    | Viertelfinale    |                |                 | Halbfinale       | Halbfinale |  |  | Finale    | Finale    |
|  |                  |                  |                |                 |                  |            |  |  |           |           |
|  | 23.3. – 1.4.2006 |                  |                |                 |                  |            |  |  |           |           |
|  | HIFK             | 4                |                |                 |                  |            |  |  |           |           |
|  | HIFK             | 4                | 5. – 13.4.2006 |                 |                  |            |  |  |           |           |
|  | SaiPa            | 2                |                |                 |                  |            |  |  |           |           |
|  | SaiPa            | 2                | HIFK           | 2               |                  |            |  |  |           |           |
|  |                  |                  | HIFK           | 2               |                  |            |  |  |           |           |
|  |                  | HPK              | 3              |                 |                  |            |  |  |           |           |
|  | HPK              | HPK              | 3              | 4               |                  |            |  |  |           |           |
|  | HPK              |                  |                | 4               |                  |            |  |  |           |           |
|  | Ilves            | 0                |                | 15. – 22.4.2006 | 15. – 22.4.2006  |            |  |  |           |           |
|  | 23. – 28.3.2006  | 23. – 28.3.2006  | HPK            | 3               |                  |            |  |  |           |           |
|  | 23.3. – 1.4.2006 | 23.3. – 1.4.2006 |                | Ässät           | 1                |            |  |  |           |           |
|  | Kärpät           | 4                |                |                 |                  |            |  |  |           |           |
|  | Blues            | 2                |                |                 |                  |            |  |  |           |           |
|  | Blues            | 2                | Kärpät         | 1               |                  |            |  |  |           |           |
|  |                  |                  | Kärpät         | 1               | Spiel um Platz 3 |            |  |  |           |           |
|  |                  | Ässät            | 3              |                 |                  |            |  |  |           |           |
|  | Tappara          | Ässät            | 3              | 2               | Kärpät           | 1          |  |  |           |           |
|  | Tappara          | 5. – 11.4.2006   |                | 2               | Kärpät           | 1          |  |  |           |           |
|  | Ässät            | 4                |                | HIFK            | 0                |            |  |  |           |           |
|  | Ässät            | 4                |                |                 | 0                |            |  |  |           |           |
|  | 23.3. – 1.4.2006 | 23.3. – 1.4.2006 |                |                 |                  |            |  |  | 16.4.2006 | 16.4.2006 |

### Viertelfinale

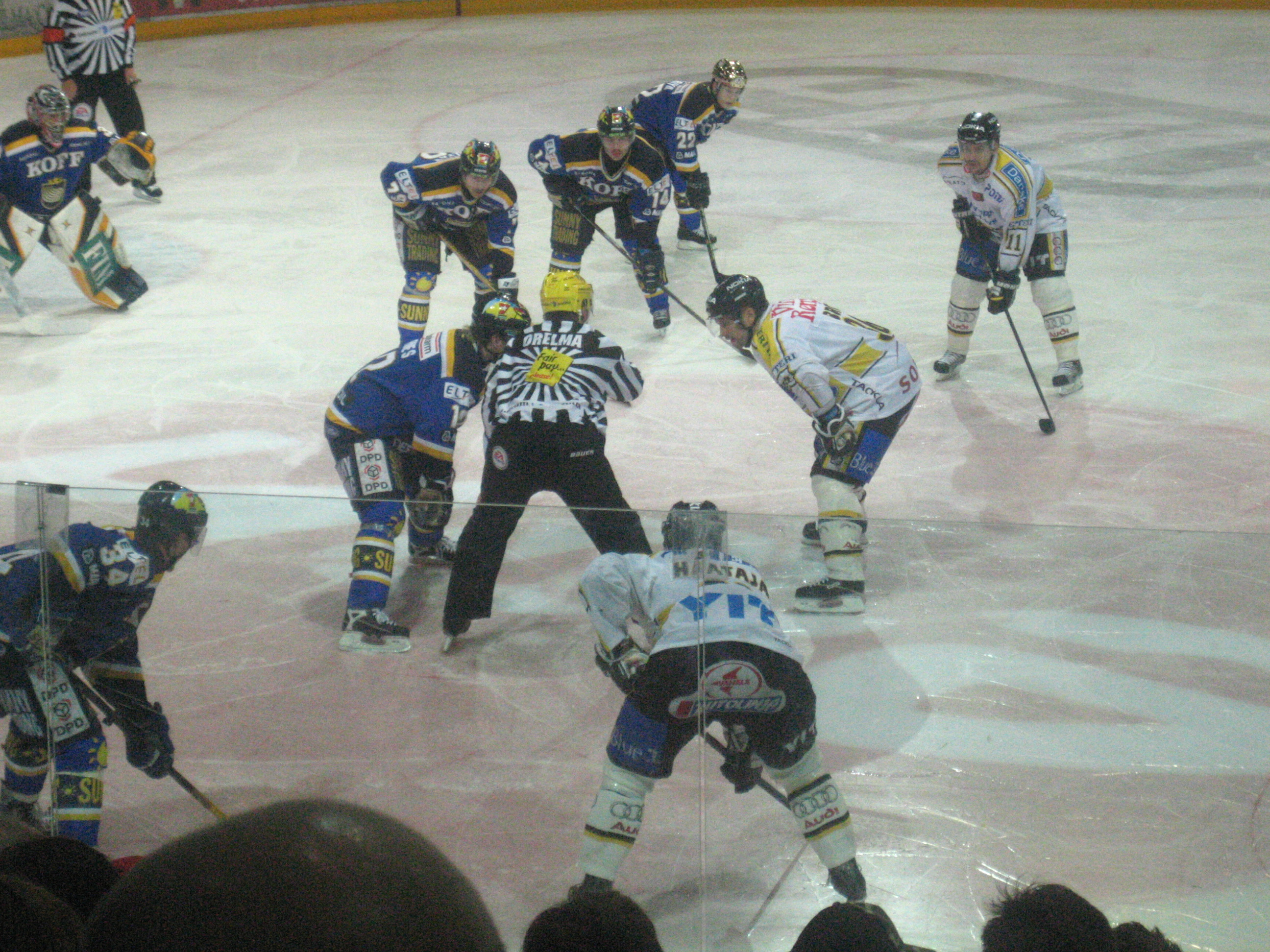
Esa Pirnes und Michal Broš im Faceoff beim Spiel Blues – Kärpät am 1. April 2006

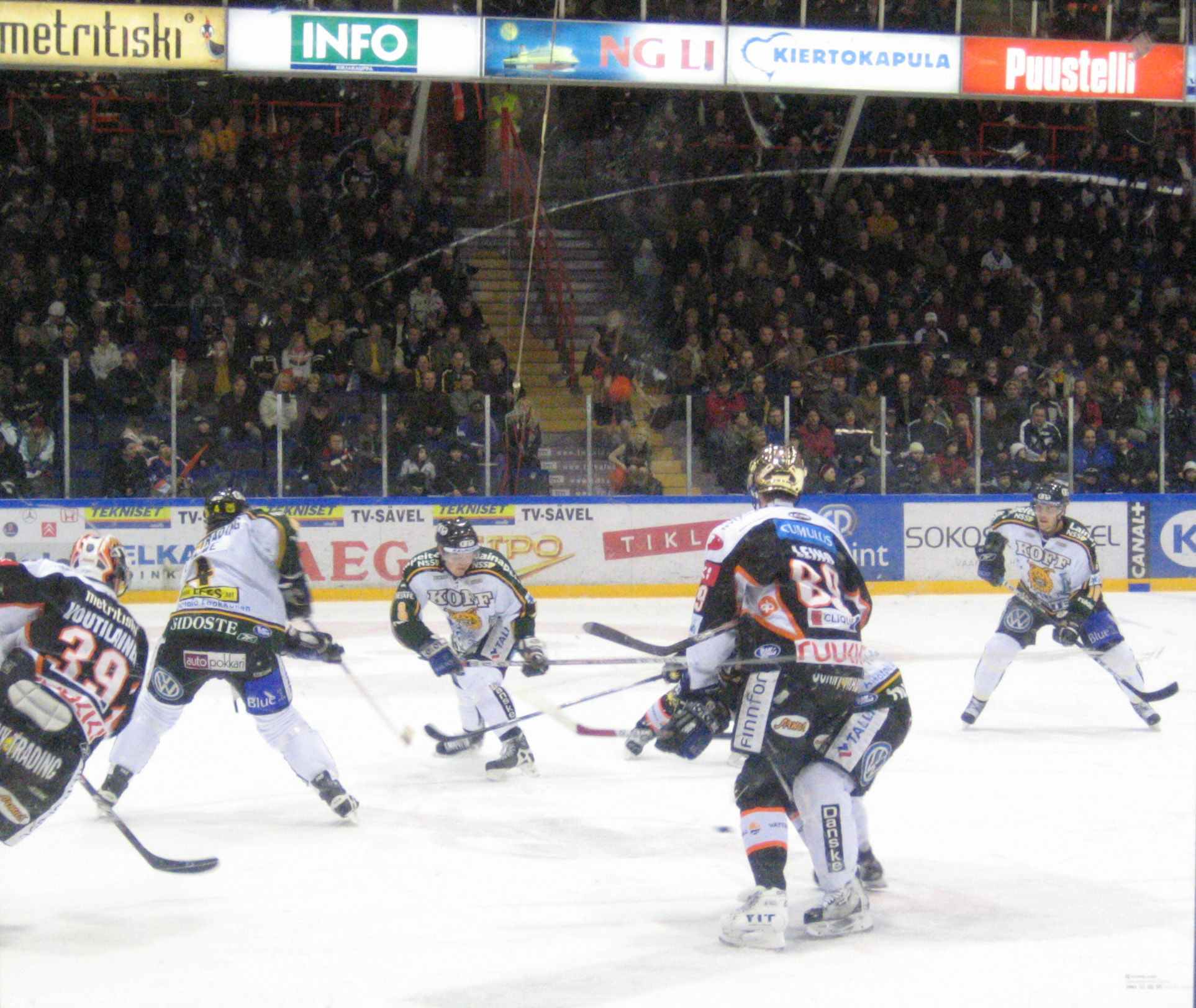
Viertelfinal-Begegnung zwischen HPK und Ilves am 27. März 2006

| Kärpät – Blues                    | Kärpät – Blues | Kärpät – Blues | Kärpät – Blues |
| --------------------------------- | -------------- | -------------- | -------------- |
| 23. März                          | Kärpät         | Blues          | 2-1 n. V.      |
| 25. März                          | Blues          | Kärpät         | 1-4            |
| 27. März                          | Kärpät         | Blues          | 2-3            |
| 28. März                          | Blues          | Kärpät         | 1-2            |
| 30. März                          | Kärpät         | Blues          | 2-3 n. V.      |
| 1. April                          | Blues          | Kärpät         | 2-5            |
| Kärpät gewinnt die Runde mit 4:2. |                |                |                |

| HIFK – SaiPa                    | HIFK – SaiPa | HIFK – SaiPa | HIFK – SaiPa |
| ------------------------------- | ------------ | ------------ | ------------ |
| 23. März                        | HIFK         | SaiPa        | 4-3 n. V.    |
| 25. März                        | SaiPa        | HIFK         | 1-2          |
| 27. März                        | HIFK         | SaiPa        | 4-3          |
| 28. März                        | SaiPa        | HIFK         | 3-2          |
| 30. März                        | HIFK         | SaiPa        | 2-5          |
| 1. April                        | SaiPa        | HIFK         | 1-2 n. V.    |
| HIFK gewinnt die Runde mit 4:2. |              |              |              |

| HPK – Ilves                    | HPK – Ilves | HPK – Ilves | HPK – Ilves |
| ------------------------------ | ----------- | ----------- | ----------- |
| 23. März                       | HPK         | Ilves       | 4-2         |
| 25. März                       | Ilves       | HPK         | 1-2 n. V.   |
| 27. März                       | HPK         | Ilves       | 4-2         |
| 28. März                       | Ilves       | HPK         | 0-1         |
| HPK gewinnt die Runde mit 4:0. |             |             |             |

| Tappara – Ässät                  | Tappara – Ässät | Tappara – Ässät | Tappara – Ässät |
| -------------------------------- | --------------- | --------------- | --------------- |
| 23. März                         | Tappara         | Ässät           | 3-2             |
| 25. März                         | Ässät           | Tappara         | 3-1             |
| 27. März                         | Tappara         | Ässät           | 5-2             |
| 28. März                         | Ässät           | Tappara         | 5-2             |
| 30. März                         | Tappara         | Ässät           | 2-3 n. V.       |
| 1. April                         | Ässät           | Tappara         | 3-2             |
| Ässät gewinnt die Runde mit 4:2. |                 |                 |                 |

### Halbfinale
| Kärpät – Ässät                   | Kärpät – Ässät | Kärpät – Ässät | Kärpät – Ässät |
| -------------------------------- | -------------- | -------------- | -------------- |
| 5. April                         | Kärpät         | Ässät          | 1-3            |
| 7. April                         | Ässät          | Kärpät         | 3-1            |
| 8. April                         | Kärpät         | Ässät          | 6-3            |
| 11. April                        | Ässät          | Kärpät         | 4-3            |
| Ässät gewinnt die Runde mit 3:1. |                |                |                |

| HIFK – HPK                     | HIFK – HPK | HIFK – HPK | HIFK – HPK |
| ------------------------------ | ---------- | ---------- | ---------- |
| 5. April                       | HIFK       | HPK        | 5-2        |
| 7. April                       | HPK        | HIFK       | 2-1 n. V.  |
| 8. April                       | HIFK       | HPK        | 5-4 n. V.  |
| 11. April                      | HPK        | HIFK       | 4-0        |
| 13. April                      | HIFK       | HPK        | 0-1        |
| HPK gewinnt die Runde mit 3:2. |            |            |            |

### Dritter Platz
| Kärpät – HIFK          | Kärpät – HIFK | Kärpät – HIFK | Kärpät – HIFK |
| ---------------------- | ------------- | ------------- | ------------- |
| 16. April              | Kärpät        | HIFK          | 6-2           |
| Kärpät gewinnt Bronze. |               |               |               |

### Finale
| HPK – Ässät                                                 | HPK – Ässät | HPK – Ässät | HPK – Ässät |
| ----------------------------------------------------------- | ----------- | ----------- | ----------- |
| 15. April                                                   | HPK         | Ässät       | 1-0         |
| 18. April                                                   | Ässät       | HPK         | 5-4 n. V.   |
| 20. April                                                   | HPK         | Ässät       | 5-3         |
| 22. April                                                   | Ässät       | HPK         | 1-4         |
| HPK gewinnt die Meisterschaft mit 3:1. Ässät erhält Silber. |             |             |             |

### Finnischer Meister
| Finnischer Meister HPK Hämeenlinna | Torhüter: Karri Rämö, Miika Wiikman Verteidiger: Kaspars Astašenko, Juuso Hietanen, Mikko Jokela, Risto Korhonen, Jukka-Pekka Laamanen, Veli-Pekka Laitinen, Jussi Ruohola, David Schneider Angreifer: Jani Hassinen, Iivo Hokkanen, Tuomas Immonen, Jani Keinänen, Janne Lahti, Mikko Laine, Joni Lappalainen, Ville Leino, Juha-Pekka Loikas, Jyrki Louhi, Pasi Nielikäinen, Jesse Pehu, Jari Sailio, Jānis Sprukts, Hannu Väisänen, Jukko Voutilainen, Petteri Wirtanen Cheftrainer: Jukka Jalonen |

### Beste Scorer
Quelle:
Abkürzungen: Sp = Spiele, T = Tore, A = Assists, SM = Strafminuten
| Pl  | Spieler          | Mannschaft | Sp | T | A | Punkte | +/- | SM |
| --- | ---------------- | ---------- | -- | - | - | ------ | --- | -- |
| 1.  | Marko Kivenmäki  | Ässät      | 12 | 4 | 9 | 13     | 1   | 34 |
| 2.  | Lasse Kukkonen   | Kärpät     | 11 | 5 | 7 | 12     | 6   | 8  |
| 3.  | Ville Leino      | HPK        | 13 | 3 | 9 | 12     | 5   | 4  |
| 4.  | Mika Pyörälä     | Kärpät     | 11 | 5 | 6 | 11     | 5   | 0  |
| 5.  | Janne Hauhtonen  | HIFK       | 12 | 3 | 7 | 10     | 2   | 12 |
| 6.  | Jari Viuhkola    | Kärpät     | 11 | 2 | 8 | 10     | 5   | 4  |
| 7.  | Petr Tenkrát     | Kärpät     | 11 | 6 | 3 | 9      | 3   | 18 |
| 8.  | Kristian Kuusela | Ässät      | 14 | 6 | 3 | 9      | 0   | 12 |
| 9.  | Jyrki Louhi      | HPK        | 13 | 5 | 4 | 9      | 5   | 8  |
| 10. | Janne Lahti      | HPK        | 13 | 5 | 4 | 9      | −1  | 6  |

### Beste Torhüter
Quelle:
Abkürzungen: SP = Spiele, Min = Spielzeit (min:sek), S = Siege; N = Niederlagen, GT = Gegentore, GS = gehaltene Schüsse, SO = Shutouts, GTS = Gegentorschnitt, GS% = gehaltene Schüsse (in %)
| Pl | Spieler            | Mannschaft | Sp | Min    | S | N | GT | GS  | SO | GTS  | GS%   |
| -- | ------------------ | ---------- | -- | ------ | - | - | -- | --- | -- | ---- | ----- |
| 1. | Karri Rämö         | HPK        | 3  | 204:52 | 2 | 1 | 5  | 90  | 1  | 1,46 | 94,74 |
| 2. | Joni Puurula       | Kärpät     | 2  | 147:16 | 0 | 2 | 6  | 91  | 0  | 2,44 | 93,81 |
| 3. | Sinuhe Wallinheimo | JYP        | 3  | 192:51 | 1 | 2 | 8  | 119 | 0  | 2,49 | 93,7  |
| 4. | Miika Wiikman      | HPK        | 11 | 607,29 | 8 | 2 | 20 | 263 | 3  | 1,98 | 92,93 |
| 5. | Bernd Brückler     | Blues      | 9  | 555,06 | 4 | 5 | 23 | 289 | 0  | 2,49 | 92,63 |

## Auszeichnungen
Quelle:
Trophäen
| Auszeichnung                    | Gewinner         | Team   |
| ------------------------------- | ---------------- | ------ |
| Aarne-Honkavaara-Trophäe        | Tony Salmelainen | HIFK   |
| Aaro-Kivilinna-Gedenk-Trophäe   | Kärpät           | Kärpät |
| Harry-Lindbladin-Gedenk-Trophäe | Kärpät           | Kärpät |
| Jari-Kurri-Trophäe              | Miika Wiikman    | HPK    |
| Jarmo Wasaman muistopalkinto    | Perttu Lindgren  | Ilves  |
| Kalevi-Numminen-Trophäe         | Jukka Jalonen    | HPK    |
| Kanada-malja                    | HPK              | HPK    |
| Kultainen kypärä                | Tony Salmelainen | HIFK   |
| Lasse-Oksanen-Trophäe           | Tony Salmelainen | HIFK   |
| Matti-Keinonen-Trophäe          | Lasse Kukkonen   | Kärpät |
| Pekka-Rautakallio-Trophäe       | Lasse Kukkonen   | Kärpät |
| Pentti-Isotalo-Trophäe          | Mikko Kekäläinen | –      |
| Raimo-Kilpiö-Trophäe            | Esa Pirnes       | Blues  |
| Unto-Wiitala-Trophäe            | Markku Kruus     | –      |
| Urpo-Ylönen-Trophäe             | Juuso Riksman    | Kärpät |
| Veli-Pekka-Ketola-Trophäe       | Tony Salmelainen | HIFK   |

### All-Star Team
| Tor          | Juuso Riksman        | Juuso Riksman        | Juuso Riksman        | Juuso Riksman  | Juuso Riksman    | Juuso Riksman    |
| Verteidigung | Jukka-Pekka Laamanen | Jukka-Pekka Laamanen | Jukka-Pekka Laamanen | Lasse Kukkonen | Lasse Kukkonen   | Lasse Kukkonen   |
| Sturm        | Marko Kivenmäki      | Marko Kivenmäki      | Ville Leino          | Ville Leino    | Tony Salmelainen | Tony Salmelainen |

## Zuschauerstatistik
Diese Tabelle zeigt die Zuschauerzahlen der Mannschaften in ihrer Heimarena.
Die Spiele wurden in 13 verschiedenen Eishallen ausgetragen (Ilves und Tappara teilten sich eine Halle).Quelle:
| Team     | Eishalle              | Kapazität | Zuschauer reg. Saison | Zuschauer Play-offs | Zuschauer gesamt | Zuschauer Ø | ausver- kaufte Spiele | Auslastung in % |
| -------- | --------------------- | --------- | --------------------- | ------------------- | ---------------- | ----------- | --------------------- | --------------- |
| Blues    | LänsiAuto Areena      | 7.036     | 143.111               | 20.818              | 163.929          | 4.968       | 1                     | 70,60           |
| HIFK     | Helsingin Jäähalli    | 8.120     | 190.979               | 44.166              | 235.145          | 6.916       | 6                     | 85,17           |
| HPK      | Ritarihalli           | 5.000     | 99.547                | 26.854              | 126.401          | 3.718       | 2                     | 74,35           |
| Ilves    | Tampereen jäähalli    | 7.800     | 164.280               | 9.738               | 174.018          | 5.801       | 0                     | 74,37           |
| Jokerit  | Hartwall Areena       | 13.665    | 247.788               | 0                   | 247.788          | 8.850       | 1                     | 64,76           |
| JYP      | Jyväskylän Jäähalli   | 4.500     | 106.620               | 3.573               | 110.193          | 3.800       | 1                     | 84,44           |
| KalPa    | Niiralan Monttu       | 5.165     | 88.958                | 0                   | 87.349           | 3.177       | 0                     | 61,51           |
| Kärpät   | Oulun Energia Areena  | 6.614     | 162.143               | 33.774              | 195.917          | 5.762       | 2                     | 87,12           |
| Lukko    | Lännen Puhelin Areena | 5.400     | 89.116                | 0                   | 89.116           | 3.182       | 0                     | 58,94           |
| Pelicans | Isku Areena           | 5.098     | 96.726                | 0                   | 96.729           | 3.455       | 1                     | 67,76           |
| SaiPa    | Kisapuisto            | 4.847     | 104.271               | 18.050              | 122.321          | 3.823       | 0                     | 78,86           |
| Tappara  | Tampereen jäähalli    | 7.800     | 164.252               | 15.783              | 180.035          | 5.807       | 3                     | 74,46           |
| TPS      | Turkuhalli            | 11.820    | 180.419               | 2.940               | 183.359          | 6.323       | 0                     | 53,49           |
| Ässät    | Isomäki               | 6.421     | 117.128               | 44.121              | 161.249          | 4.607       | 4                     | 71,75           |
| gesamt   |                       | 99.286    | 1.955.338             | 219.817             | 2.175.155        | 5.023       | 21                    | 70,83           |